# C-Trak

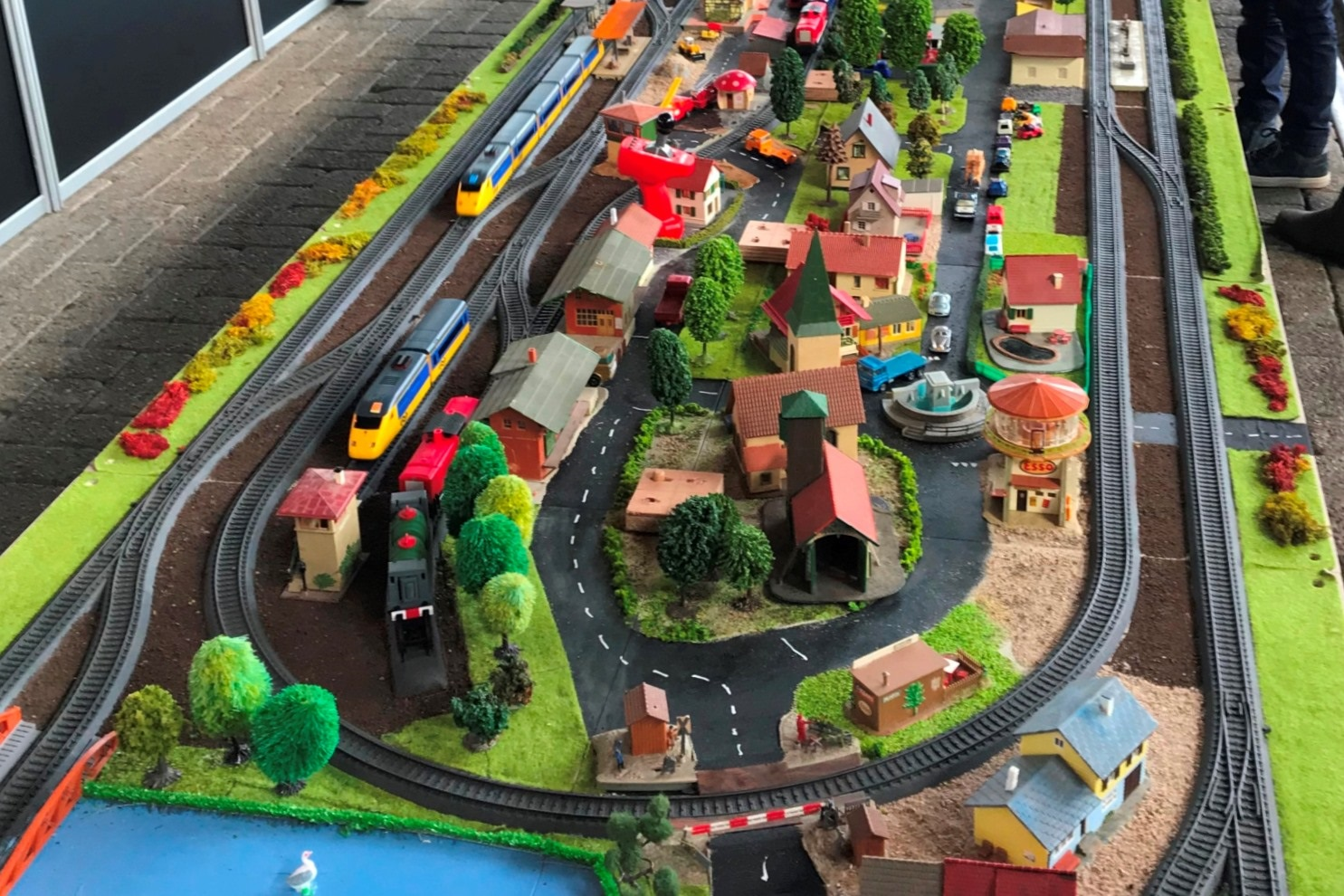
C-Trak-Module mit dem Märklin-my-World-C-Gleis für den Batteriebetrieb auf der Ausstellung On traXS! in Utrecht.

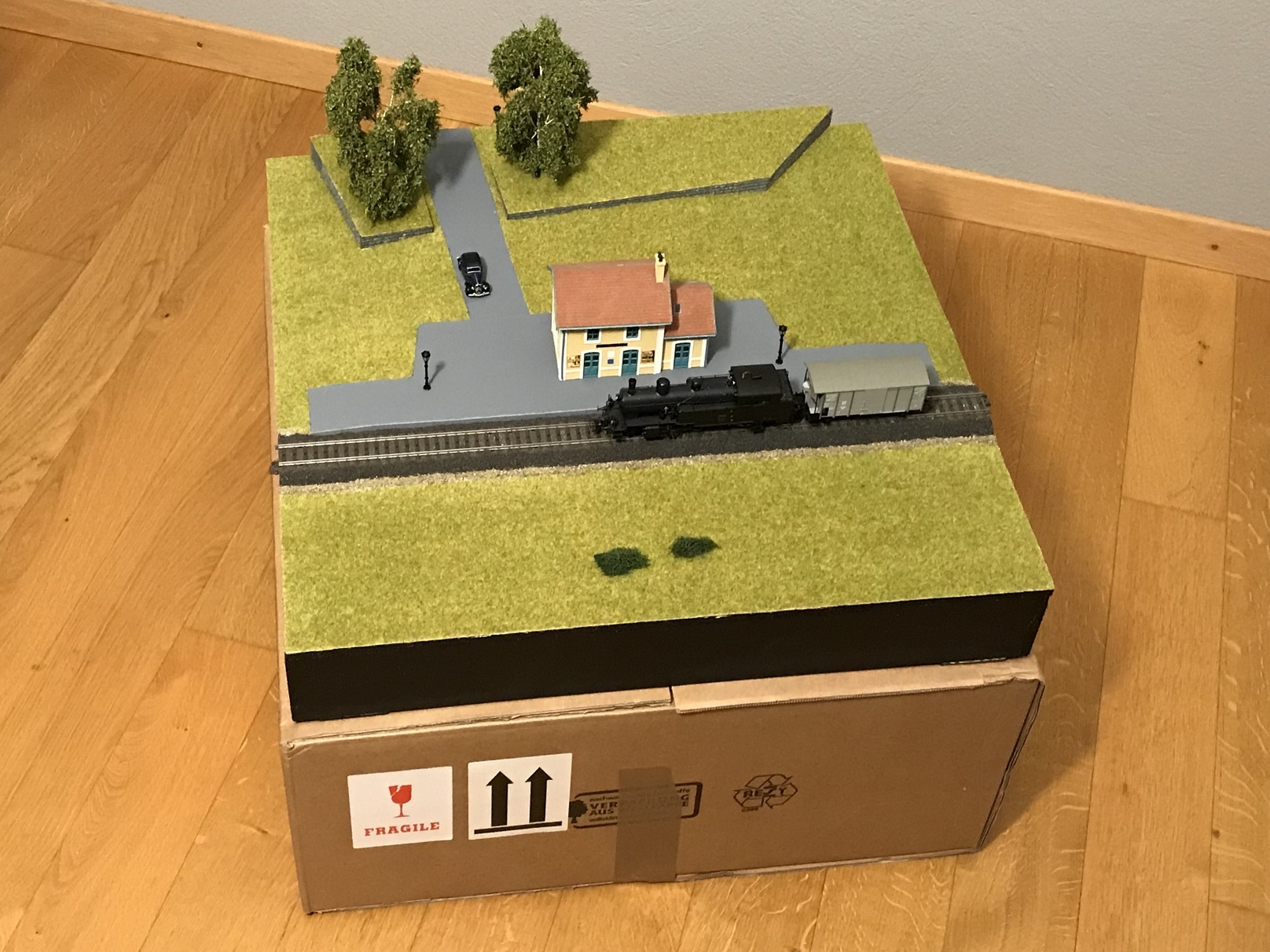
Privates C-Trak-Modul mit dem Märklin-C-Gleis auf einer handelsüblichen Kartonschachtel mit einem Innenmaß von 550 × 550 mm.

C-Trak, Eigenschreibweise C-TRAK, ist ein Standard für den Bau von modularen Modelleisenbahnanlagen in der Nenngröße H0 für die Spur H0. Entwickelt wurde der Standard in den Niederlanden ursprünglich für die Förderung von Jugendlichen in Modelleisenbahnvereinen sowie für die Beschäftigung von Kindern in einem Kinderspital. Der Standard basiert auf dem C-Gleis-Schienensystem mit seiner integrierten Gleisböschung des Modelleisenbahnherstellers Märklin. Das Standard-Streckenmodul hat eine Länge von 532 mm und eine Tiefe von 532 mm und ist somit quadratisch.
Die Module sind für die Platzierung auf Tischen vorgesehen. Der Modulkasten weist dabei standardmäßig eine Höhe von 100 mm auf. Die standardmäßige Höhe der Schienenoberkante ist dabei bedingt durch die Bauhöhe des C-Gleises von Märklin mit der integrierten Gleisböschung ca. 10 mm über der Moduloberkante. Ab der Modulunterkante beziehungsweise der Tischkante beträgt die standardmäßige Höhe der Schienenoberkante ca. 110 mm.
Standardmäßig werden zwei parallele Gleise aus C-Gleis-Schienenelemente als Hauptstrecken über das Modul geführt, die direkt aneinandergesetzt sind und in einem Abstand von 77,5 mm von Gleismitte zu Gleismitte verlaufen, entsprechend dem Standardabstand der Radien 1, 2 und 3 beim C-Gleis-Gleissystem.
Außer geraden Streckenmodulen umfasst der Standard weitere Module, darunter ein ebenfalls 532 × 532 mm großes Eckmodul für einen Kreisbogen von 90 Grad mit zwei parallelen Gleisen als Hauptstrecke, die einen Radius von 360 und 437,5 mm haben, entsprechend den Radien 1 und 2.
Die Module sind miteinander standardmäßig nur durch die Schienenverbinder der C-Gleis-Schienen verbunden. Über diese Schienenverbinder erfolgt demzufolge die Stromversorgung zwischen den Modulen.
Das Modulsystem ist für alle drei bauähnlichen C-Gleis-Typen von Märklin ausgelegt: Das für den Betrieb von batteriebetriebenen Zügen bestimmte My-World-Kunststoffgleis von Märklin, das für das Zweischienen-Mittelleiter-Systems bestimmte Start-up-C-Gleis von Märklin sowie das für das Zweischienen-Zweileiter-Systems bestimmte C-Gleis, das Märklin unter dem Markennamen Trix vertreibt.
Auf der Basis vom Märklin-C-Gleissystem aufgebaute Modulsysteme sind an und für sich nicht neu, jedoch gelang es erst den Niederländern um 2017, dieses System erfolgreich zu lancieren.

## Maßskizzen von Standard-Modulen

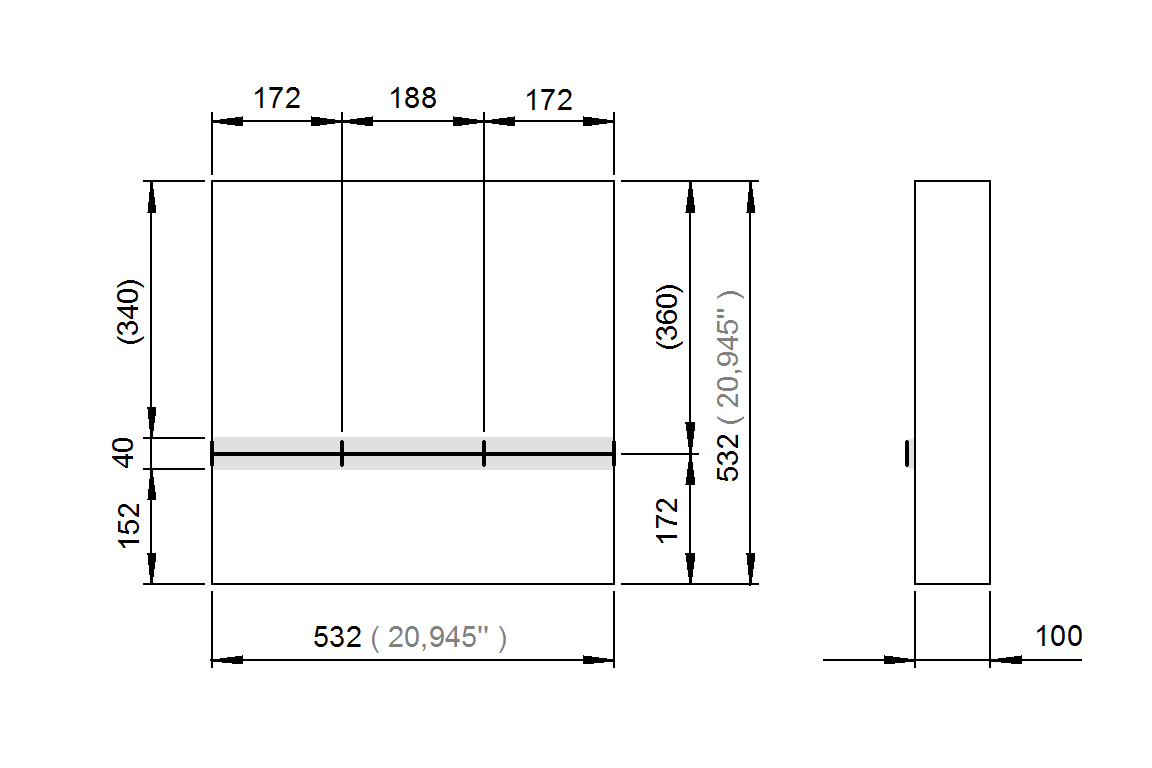
Gerade, eingleisig, Quadrat von 532 mm
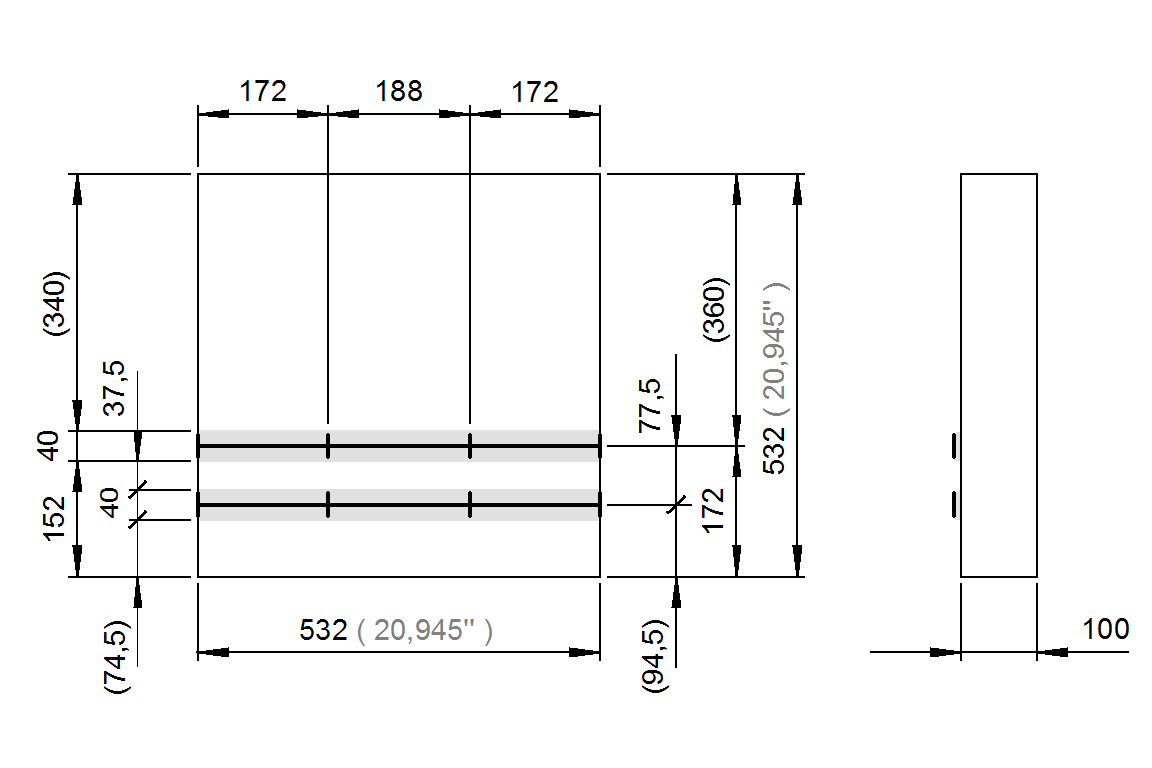
Gerade, zweigleisig, Quadrat von 532 mm
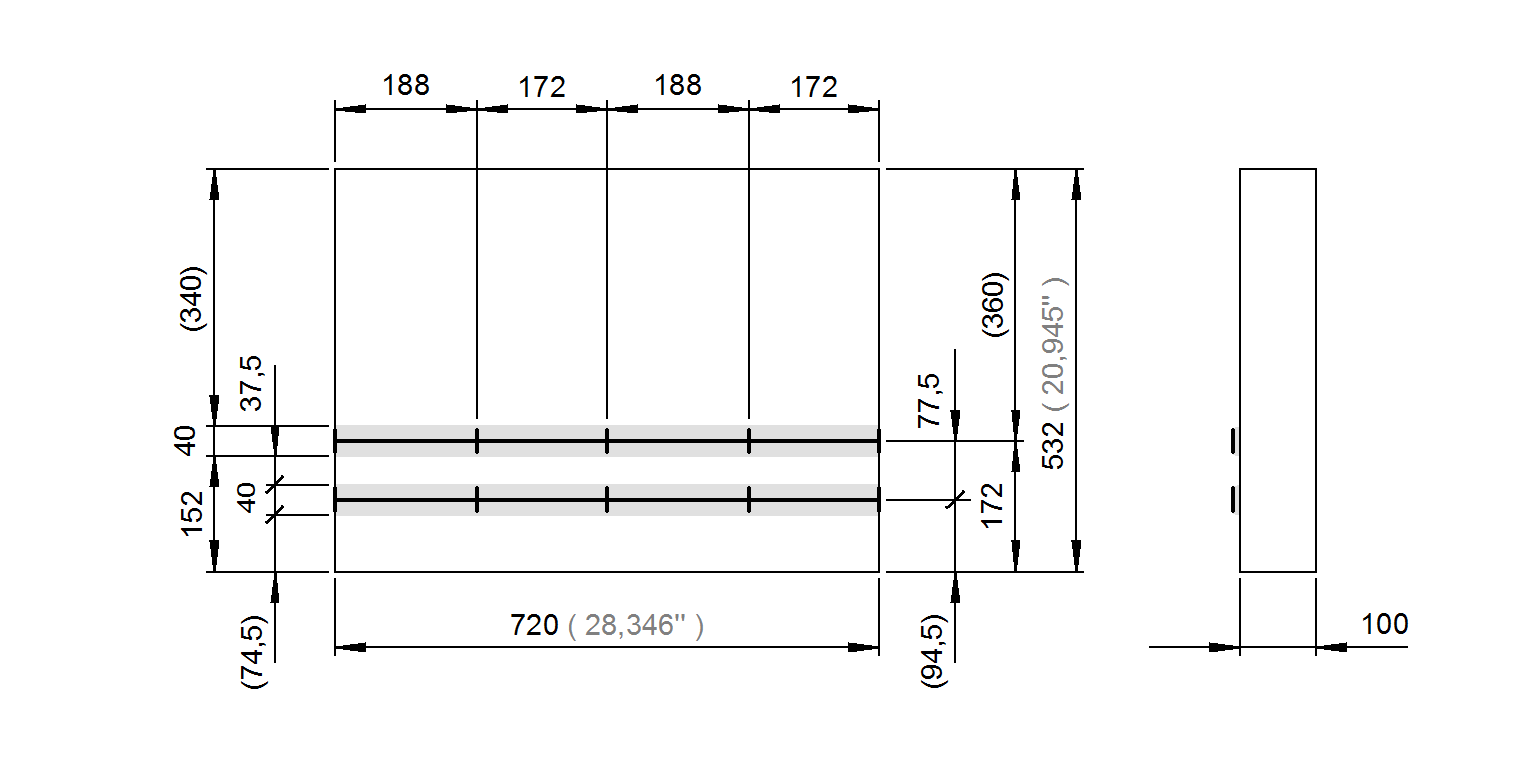
Gerade, zweigleisig, Länge von 720 mm, Breite von 532 mm
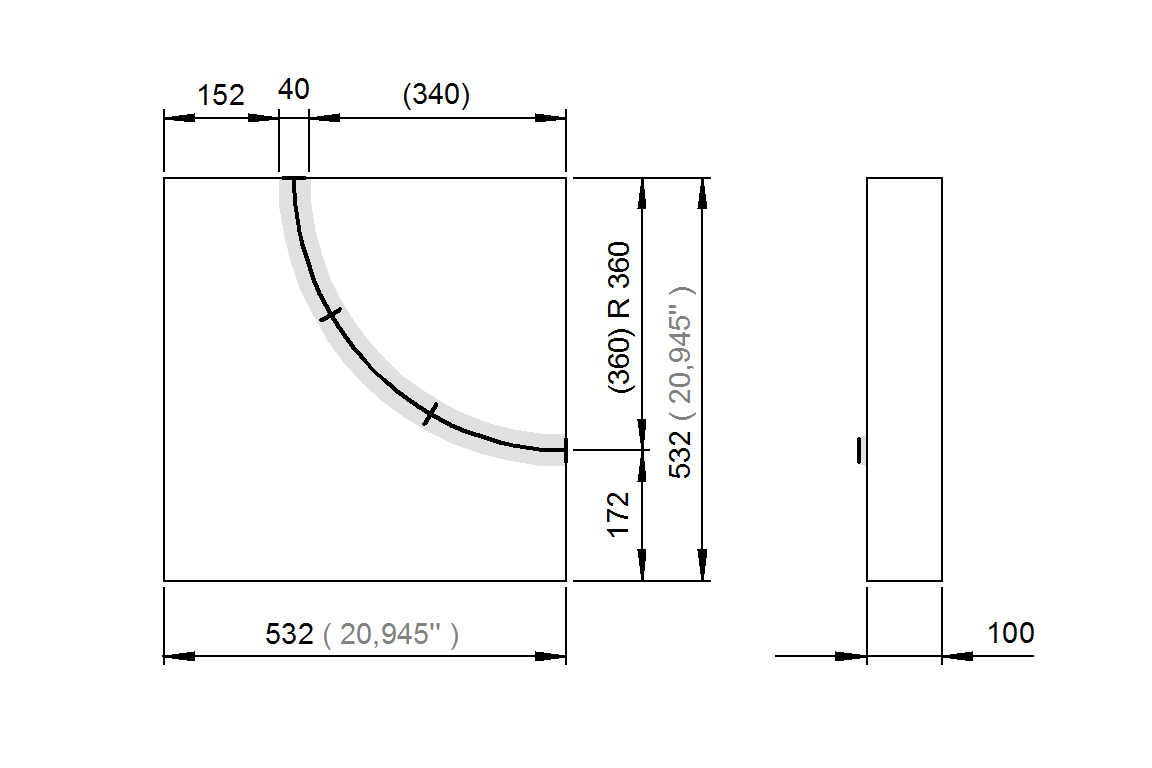
Kreisbogen von 90°, eingleisig, Quadrat von 532 mm
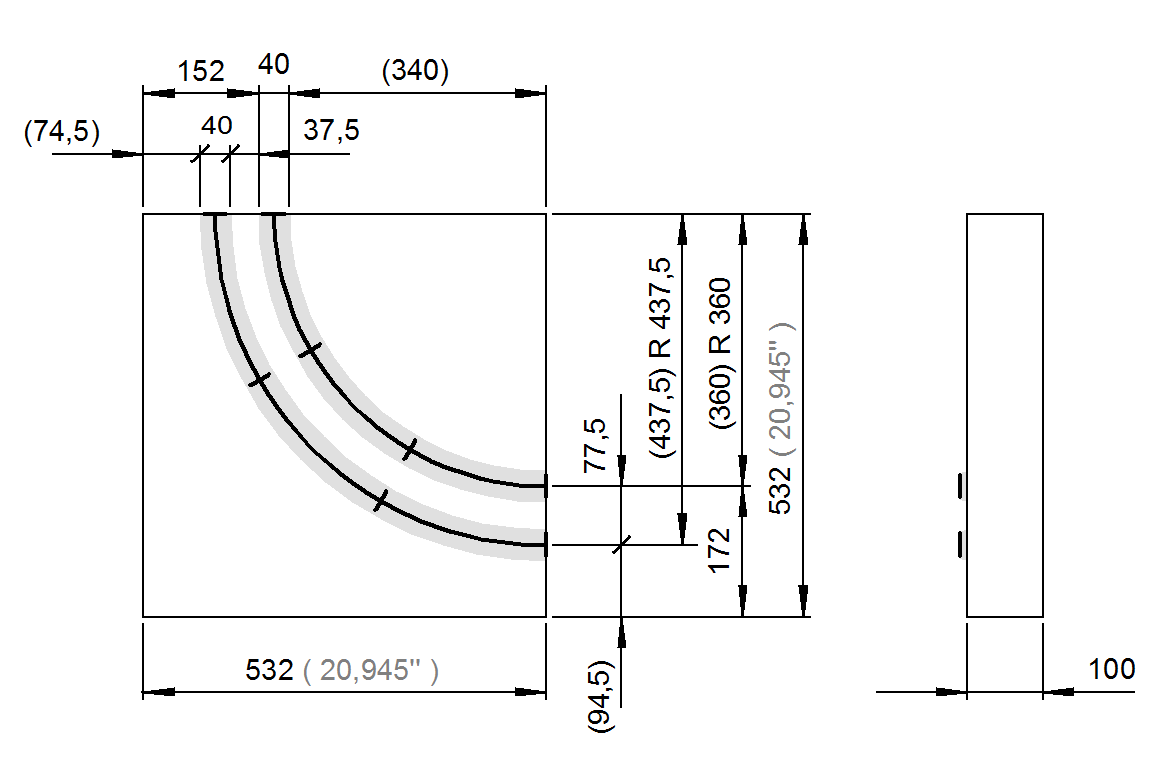
Kreisbogen von 90°, zweigleisig, Quadrat von 532 mm

## Hinweise
Das für das Zweischienen-Mittelleiter-Systems bestimmte Start-up-C-Gleis von Märklin hat ein 2,3 mm beziehungsweise 0,090 Zoll hohes Schienenprofil, entsprechend Code 90. Es richtet sich nach den Märklin-Werknormen für das Zweischienen-Mittelleiter-System. Die dazugehörende NEM-Norm 340 Radsatz und Gleis für besondere Systeme, Spurführungs-Masse (Dokumentation) ist aus diesen Märklin-Werknormen abgeleitet.
Das für das Zweischienen-Zweileiter-System bestimmte C-Gleis, das Märklin unter dem Markennamen Trix vertreibt, hat ein 2,1 mm beziehungsweise 0,083 Zoll hohes Schienenprofil, entsprechend Code 83, und ist auch für Radsätze nach RP 25 geeignet. Es richtet sich nach der NEM-Norm 110 Gleise und Weichen, Spurführungs-Masse (Verbindliche Norm) und der NEM-Norm 310 Radsätze, Spurführungs-Maße (Verbindliche Norm) sowie den NMRA-Normen S 3.2 Scale Track, Standard Scale, S-4.2 Standards Wheels with Deep Flangs und NMRA-Norm RP 25 Wheel Contour RP-25.
Die vom Verband der Modelleisenbahner und Eisenbahnfreunde Europas (MOROP) herausgegebenen NEM-Normen, den Normen Europäischer Modellbahnen, die diese als verbindliche Normen darstellen, sind entgegen dem Wortlaut für die Modelleisenbahn-Hersteller nicht bindend. Diese halten sich jedoch meist, aber nicht immer, an diese Vorgaben. Dasselbe gilt sinngemäß für die Normen der National Model Railroad Association, die NMRA-Normen.